# Église Saint-Martin de Méon
L'église Saint-Martin est une église située à Méon, en France.

## Localisation
L'église est située dans le département français de Maine-et-Loire, sur la commune de Méon.

## Historique
L'édifice est inscrit au titre des monuments historiques en 1967.